# شيفا شاريثا
شيفا شاريثا (بالنيبالية: शिव श्रेष्ठ)‏ هو لاعب كرة قدم نيبالي في مركز الوسط، ولد في 18 مارس 1992 في بوخارا في نيبال. شارك مع منتخب نيبال تحت 23 سنة لكرة القدم ومنتخب نيبال لكرة القدم. أما مع النوادي، فقد لعب مع Manang Marshyangdi Club ‏.

## وصلات خارجية
- شيفا شاريثا على موقع الاتحاد الدولي (مؤرشف)  (الإنجليزية)
- شيفا شاريثا على موقع قاعدة بيانات كرة القدم.إي يو (الإنجليزية)
- شيفا شاريثا على موقع ناشيونال فوتبول تيمز (الإنجليزية)